# Aperioptus
Genre
Aperioptus est un genre de poissons d'eau douce téléostéens de la famille des Cobitidae (ordre des Gonorynchiformes). 

## Liste des espèces
Ce genre n'est plus représenté depuis que l'espèce Aperioptus megalomycter Vaillant, 1902 a été reclassée dans le genre Ellopostoma sous le taxon Ellopostoma megalomycter (Vaillant, 1902).

## Systématique
Le nom valide complet (avec auteur) de ce taxon est Aperioptus Richardson, 1848.